# P-03A
docomo STYLE series P-03A（ドコモ スタイル シリーズ ピー ゼロ さん エー）は、パナソニック モバイルコミュニケーションズによって開発された、NTTドコモの第三世代携帯電話（FOMA）端末である。docomo STYLE seriesの端末。

## 概要
コンパクトなVIERAケータイ。P-02Aと同じスタイルシリーズに属するが、こちらはP705iの後継機で、コンパクトさを重視し、機能をある程度絞ったモデルである。また、P-01Aに採用した2Wayキーの採用はない。
VIERAケータイでお馴染みのWオープン方式を採用。かつ最薄部14.7mmのコンパクトサイズを実現している。
メインカメラには顔認識対応のAF付き約320万画素カメラを搭載。ただしP906iやP-01Aと同じくフォトライトが搭載されてはいない。
スヌーピーの内蔵コンテンツをプリインストール。
同時発表の新サービスでは、iコンシェルのみに対応。2008年冬モデルのP端末では唯一GSMローミングに非対応。
| 主な対応サービス                   | 主な対応サービス                                                    | 主な対応サービス                       | 主な対応サービス                                     |
| ---------------------------------- | ------------------------------------------------------------------- | -------------------------------------- | ---------------------------------------------------- |
| タッチパネル                       | FOMAハイスピード7.2Mbps                                             | Bluetooth                              | DCMX／おサイフケータイ                               |
| iアプリオンライン／地図アプリ      | 直感ゲーム／メガiアプリ                                             | iウィジェット                          | マチキャラ／iコンシェル                              |
| ホームU／ポケットU                 | GPS／ケータイお探し                                                 | デコメール／デコメ絵文字／デコメアニメ | iチャネル                                            |
| 着もじ／プッシュトーク             | テレビ電話／キャラ電                                                | 電話帳お預かりサービス                 | フルブラウザ                                         |
| おまかせロック／バイオ認証         | 外部メモリーへiモードコンテンツ移行／ユーザーデータ一括バックアップ | トルカ                                 | iC通信／iCお引越しサービス                           |
| きせかえツール／ダイレクトメニュー | バーコードリーダ／名刺リーダ                                        | 2in1※                                  | エリアメール／ソフトウェアーアップデート自動更新     |
| GSM／3Gローミング（WORLD WING）    | 着うたフル／うた・ホーダイ                                          | Music&Videoチャネル／ビデオクリップ    | デジタルオーディオプレーヤー(WMA)(AAC)(SDオーディオ) |

※BモードのメールはWebメールとなる。

## プリインストールiアプリ
- レイトン教授と不思議な町 序章（完全版のプレイには、追加ダウンロード・microSD要）
- Zoo KeeperDX ver,P（完全版のプレイには、追加ダウンロード要）
- モバイルGoogleマップ
- 地図アプリ
- 楽オク出品アプリ2
- iアプリバンキング
- Gガイド番組表リモコン
- iD設定アプリ
- DCMXクレジットアプリ
- FOMA通信環境確認アプリ
- マクドナルドトクするアプリ
- iアバターメーカー
- モバイルSuica登録用iアプリ

## ワンセグ機能
- EPG（録画予約も可）
- 字幕放送
- フレームレートを15fpsから30fpsにする「モバイルWスピード」
- ECOモード（モバイルWスピードをなしにするなどで消費電力を抑えて、ワンセグ稼働時間を延ばす）

## 歴史
- 2008年11月5日 - F-01A・F-02A・F-03A・F-04A・N-01A・N-02A・N-03A・N-04A・P-01A・P-02A・P-03A・P-04A・P-05A・SH-01A・SH-02A・SH-03A・SH-04A・L-01A・HT-01A・HT-02A・Nokia E71・BlackBerry Boldの開発を発表。
- 2008年11月7日 - 技術基準適合証明（TELEC）通過
- 2008年11月17日 - 電気通信端末機器審査協会（JATE）通過
- 2008年11月26日 - 連邦通信委員会（FCC）通過
- 2008年12月25日 - 発売開始
- 2009年9月15日 - 新色のPink Metallic、Silver、White Pearlを発表。

## 不具合
2008年12月25日に以下の不具合の修正がソフトウェアの更新でなされた。
- N-01A/02Aへの「ピクチャ」の赤外線全件送信時に、一部のピクチャデータが送信できない場合がある
- ドコモケータイdatalinkを使用して、パソコンにピクチャを読み込む際、一部のピクチャデータが読み込みできない場合がある

2009年2月03日に以下の不具合の修正がソフトウェアの更新でなされた。
- メール作成中に端末がフリーズする場合がある

2009年10月8日に以下の不具合の修正がソフトウェアの更新でなされた。
- メール本文の文字の一部が太く表示される場合がある

2011年5月26日に以下の不具合の修正がソフトウェアの更新でなされた。
- フォントサイズを変更すると、絵文字の色指定が有効にならない場合がある。